# Brazzein
Brazzein ist ein in den Früchten der westafrikanischen Lianenpflanze Pentadiplandra brazzeana vorkommendes Protein. Es besitzt im Vergleich zu Zucker eine 500- bis 2.000-fache Süßkraft bei geringem Energiegehalt und Temperaturbeständigkeit. Dies macht es attraktiv als Zuckerersatzstoff in der industriellen Nahrungsmittelproduktion.

## Entdeckung
Bei Verhaltensstudien an Affen im zentralafrikanischen Gabun im Jahre 1984 stellten die französischen Anthropologen Marcel und Anette Hladik fest, dass die Tiere sich bevorzugt von den roten Früchten der Lianenpflanze Pentadiplandra brazzeana ernährten. Als Ursache dieses Verhaltens machten sie die enorme Süße der Früchte aus. 1994 wurde Brazzein erstmals an der University of Wisconsin–Madison isoliert.

## Struktur
Brazzein ist ein kleines monomeres Protein, bestehend aus 54 Aminosäuren, mit einem Pyroglutamat am N-Terminus und vier intramolekularen Disulfidbrücken, mit einer Molekülmasse von 6.473 Da.
Brazzein ist bisher der kleinste und einer der süßesten unter den proteinergen Süßstoffen.
Die dreidimensionale Proteinstruktur zeigt eine α-Helix und drei anti-parallele β-Faltblätter.
Die Tertiärstruktur weist keinerlei Ähnlichkeit zu den bekannten Strukturen von Monellin und Thaumatin auf.
Brazzein aus natürlichen Quellen besteht aus einer Mischung von pGlu-Brazzein (80 %) und des-pGlu-Brazzein (20 %), wobei das des-pGlu-Brazzein doppelt so süß ist, wie das pGlu-Brazzein.

## Verwendung als industrieller Süßstoff
Brazzein eignet sich aufgrund seiner langanhaltenden und starken Süßkraft sowie der guten Verträglichkeit für Diabetiker als Zuckerersatz für die industrielle Massenproduktion von Nahrungsmitteln, wie auch die Proteine Thaumatin, Mabinlin, Miraculin, Monellin, Pentadin und Curculin. Es ist mit 50 mg/ml gut in Wasser löslich, und sowohl über einen weiten pH-Wertbereich als auch hitzebeständig, was wichtig für die industrielle Verarbeitung z. B. in Backwaren ist. Zudem ist sein Geschmack zuckerähnlicher als der der meisten anderen Süßungsmittel.

## Patentierungen
Obwohl die Früchte der Pentadiplandra brazzeana in Zentralafrika seit langem bekannt sind, wird Brazzein durch die Universität Wisconsin als deren eigene Erfindung beansprucht; Zusammenhänge mit den natürlichen Vorkommen in Gabun weist die Universität zurück. Die Universität hält drei Patente auf Verbindungen, die aus Pentadiplandra brazzeana isoliert werden, bzw. auf die industrielle Herstellung von Brazzein (US 5,326,580, US 5,346,998, US 5,527,555). Die Patentierung von Brazzein wird daher von GRAIN und Greenpeace als Biopiraterie eingestuft. Die zitierten Patente aus den 1990er Jahren sind aber bereits erloschen; Patente auf Basis der Naturstoffe – ohne die Nutzung genveränderter Organismen – sind daher nicht mehr möglich.